# بيتر بلو كلاود
بيتر بلو كلاود هو شاعر كندي، ولد في 1935.